# آمازون تاج‌زرد
آمازون تاج‌زرد (نام علمی: Amazona ochrocephala) نام یک گونه از سرده طوطی آمازون است.